# 2875 Lagerkvist
2875 Lagerkvist eller 1983 CL är en asteroid i huvudbältet som upptäcktes den 11 februari 1983 av den amerikanske astronomen Edward L.G. Bowell vid Anderson Mesa Station. Den är uppkallad efter den svenske astronomen Claes-Ingvar Lagerkvist.
Asteroiden har en diameter på ungefär 9 kilometer och den tillhör asteroidgruppen Gefion.